# Змерилло
Змерилло (італ. Smerillo) — муніципалітет в Італії, у регіоні Марке,  провінція Фермо.
Змерилло розташоване на відстані близько 150 км на північний схід від Рима, 70 км на південь від Анкони, 29 км на південний захід від Фермо.
Населення — 378 осіб (2014).
Щорічний фестиваль відбувається 29 червня. Покровитель — Петро (апостол).

## Демографія
Населення за роками:

Станом на 1 січня 2023 року в муніципалітеті офіційно проживало 38 іноземців з 13 країн, серед них 18 громадян країн Євросоюзу та 9 громадян України.

## Сусідні муніципалітети
- Амандола
- Монте-Сан-Мартіно
- Монтефальконе-Аппенніно